# Ariobarzanes I. (Kappadokien)

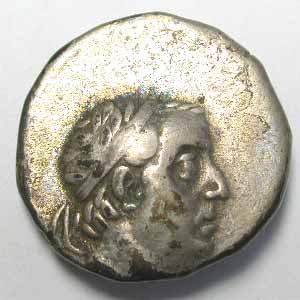
Ariobarzanes I.

Ariobarzanes I. Philorhomaios (altgriechisch Ἀριοβαρζάνης Φιλορωμαίος Ariobarzánēs Philorhōmaíos) war von 95 v. Chr. bis 63 oder 62 v. Chr. König von Kappadokien. Er stammte aus einer adeligen Familie und wurde nach dem Aussterben der Linie des Ariarathes zum neuen König gewählt.
Seine Regentschaft wurde ständig durch Tigranes II. von Armenien herausgefordert. Gestützt wurde er von der römischen Schutzmacht. Die Porträts des Ariobarzanes I. auf Münzen zeigen seine Alterung im realistischen Stil ohne erkennbare Idealisierung und folgen damit hellenistischen Vorbildern.

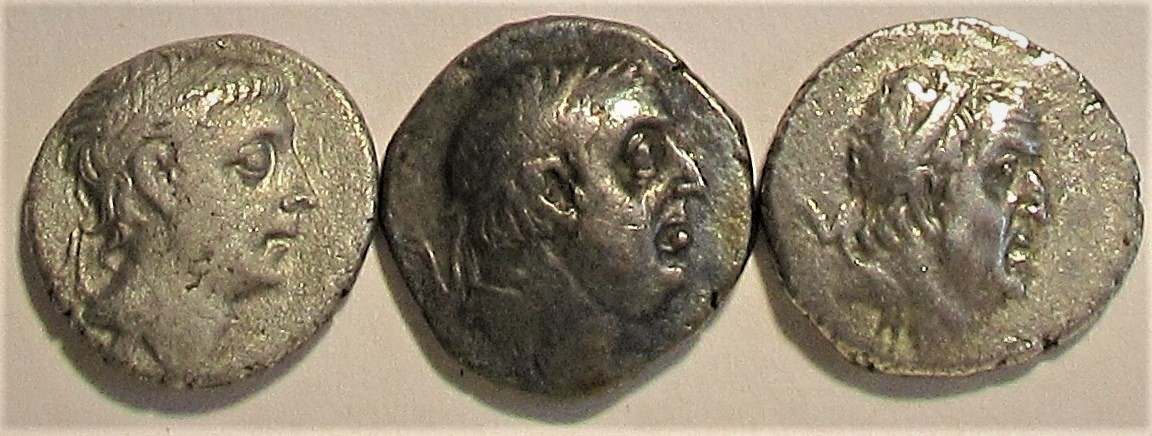
Ariobarzanes I. in drei Altersstufen auf kappadokischen Drachmen

Sein Sohn Ariobarzanes II. Philopator folgte ihm nach seiner Abdankung auf dem Thron.